# Временник Пушкинской комиссии
«Временник Пушкинской комиссии» — издание АН СССР, посвящённое проблемам пушкинистики и литературоведения в целом. Впервые под наименованием «Пушкин. Временник Пушкинской комиссии» было начато в период подготовки к изданию академического Полного собрания сочинений Пушкина, первый том вышел в 1936 году. Выход издания приостанавливался в связи с началом Великой Отечественной войны и был возобновлён в 1963 году по инициативе председателя Пушкинской комиссии АН СССР академика М. П. Алексеева.

## История издания
Впервые печатный орган Пушкинской комиссии Отделения русского языка и словесности в составе Императорской Академии наук появился в 1903 году — им стало издание «Пушкин и его современники», выходившее вплоть до 1930 года. В 1936 году, в связи с подготовкой к Пушкинскому юбилею, Пушкинская комиссия, вошедшая в Институт русской литературы АН СССР, начало издание «Пушкин. Временник Пушкинской комиссии». Первым редактором нового издания стал Юлиан Оксман, а главными задачами печатного органа были заявлены подготовка нового академического издания сочинений Пушкина и подготовка к 100-летию со дня смерти поэта. После выхода первых двух изданий «Временника» его первый редактор был арестован и подготовку последующих четырёх выпусков возглавил Дмитрий Петрович Якубович. В издании публиковались ранее неизвестные либо не публиковавшиеся тексты Пушкина, исследования и статьи учёных пушкинистов, рецензии научных трудов, хроника подготовки изданий поэта и подготовки к празднованию Пушкинского юбилея. Шестое издание «Временника» вышло в 1941 году и в связи с началом войны выход издания был остановлен.
В 1958 году была восстановлена деятельность Пушкинской комиссии АН СССР, председателем комиссии был назначен академик Алексеев. В 1962 году он возглавил редакцию возобновлённого «Временника Пушкинской комиссии», как главного печатного органа Пушкинской комиссии. Были возобновлены регулярные публикации новостей пушкинистики, обзоры и критика научных трудов и публикаций, вновь обнаруженных текстов Пушкина, воспоминаний его современников о поэте и жизни его окружения. Все публикации делились на три главных направления — научные статьи и публикации ведущих пушкинистов, библиография и справочные материалы, хроника работы Пушкинской комиссии. Постепенно научные публикации стали значительно преобладать в издании. После 1996 года издание «Временника» на время приостанавливалось, но было вновь возобновлено в 2002 году. К настоящему времени издано 33 выпуска; в связи с банкротством издательства «Наука» последние выпуски готовит издательство «Росток».